# 奥索德西奥
奥索德西奥，是西班牙加泰罗尼亚莱里达省的一个市镇。 总面积26平方公里，总人口239人（2001年），人口密度9人/平方公里。